# Kalendarium powstania warszawskiego – 30 września

## 30 września, sobota

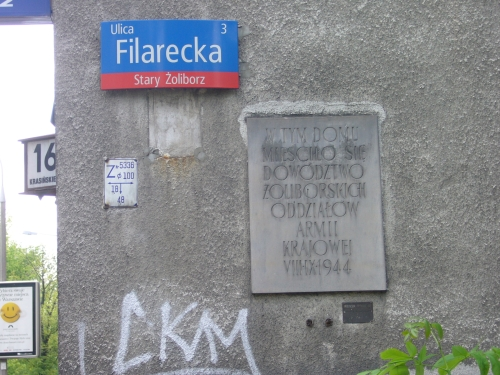
Róg ul. Filareckiej i Krasińskiego

Ciężkie walki o poszczególne domy przy ul. Mickiewicza i Krasińskiego na Żoliborzu. Po 18.00 dzielnica skapitulowała. Do 23:00 oddziały żoliborskie złożyły broń. Ponad 1500 żołnierzy, 60 oficerów i ok. 440 rannych poszło do niemieckiej niewoli.
W piwnicy budynku przy ul. Promyka na Żoliborzu ukrywa się grupa żydowskich powstańców, m.in. Icchak Cukierman i Marek Edelman, nie idąc do niewoli. Pozostali tam do listopada.
Polska komisja prowadziła z Niemcami pertraktacje w sprawie zawieszenia broni 1 i 2 października, aby umożliwić ludności bezpieczniejszą ewakuację. Prezydent Władysław Raczkiewicz mianuje Bora-Komorowskiego Naczelnym Wodzem Polskich Sił Zbrojnych.